# علي بوجلوف
علي عوض بو جلوف (مواليد 27 أبريل 1995، لاعب كرة قدم قطري يجيد اللعب في مركز الوسط مع نادي قطر في دوري نجوم قطر .

## مسيرة اللاعب
لعب في نادي قطر ونادي الوكرة ونادي الشمال.

## روابط خارجية
- علي عوض بو جلوف على موقع قاعدة بيانات كرة القدم.إي يو (الإنجليزية)
- علي عوض بو جلوف على موقع ناشيونال فوتبول تيمز (الإنجليزية)
- علي عوض بو جلوف على موقع Soccerway.com (الإنجليزية)